# Kryzhanovskia olegi
Kryzhanovskia olegi är en skalbaggsart som beskrevs av Nikolajev och Kabakov 1977. Kryzhanovskia olegi ingår i släktet Kryzhanovskia och familjen Melolonthidae. Inga underarter finns listade i Catalogue of Life.